# Onbemand vaartuig

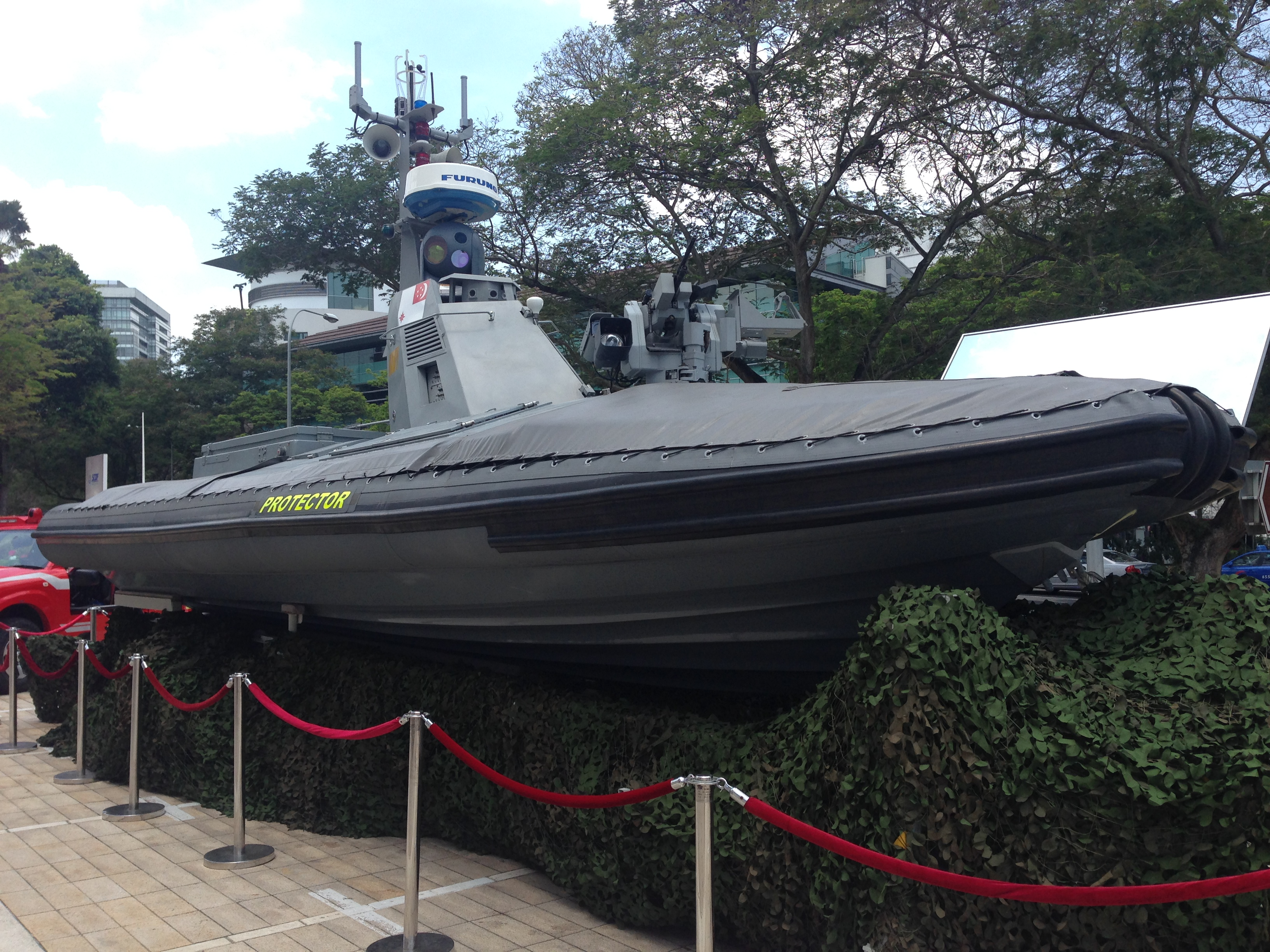
Protector in het Nationaal Museum van Singapore.

Onbemand vaartuig is een verzamelnaam voor allerlei onbemande schepen, robotboten, droneschepen of droneonderzeeërs. Het gaat telkens om boten of schepen die zich zonder bemanning aan boord, met een eigen aandrijving over het wateroppervlak kunnen bewegen. De vaartuigen kunnen onafhankelijk een geprogrammeerde koers varen, of op afstand bediend worden, vanuit een nabijgelegen vaartuig of vanop de wal. Vaak worden Engelstalige benamingen en afkortingen daarvan gebruikt zoals unmanned surface vehicle, USV (onbemand oppervlaktevaartuig) of autonomous surface vehicle, ASV (autonoom oppervlaktevaartuig). Onbemande vaartuigen zijn op het water wat drones zijn in de lucht, en zelfrijdende auto’s in het verkeer.

## Toepassingen

### Oceanografie
Een praktisch voorbeeld is de "zeedrijver" (Wave Glider), een vaartuig uit twee delen: een vlotter, ruwweg de grootte van een flinke surfplank, vastgemaakt aan een 4 meter lager hangend vleugelrek. Het verschil in beweging tussen het oceaanoppervlak en het diepere water zorgt voor de aandrijving. Aangezien geen brandstof nodig is, kan het tuig lange tijd op zee blijven. Zeedrijvers werden gebruikt voor onderzoek in de oceanografie, maar ook bij de marine.

### Militair
Militaire toepassingen zijn onder meer verkenning of mijnopruiming, maar ook offensief gebruik of als doelschip, en voor de kustwacht. Praktijkvoorbeelden: 
- Prizklasse (1980-1990): deze Russische reddingsonderzeeboot zou onbemand kunnen opereren
- SEAFOX (2001), een zelfvernietigend mijnenjaagsysteem
- Protector (2008), een onbemand vaartuig uit Israël
- Bluebottle USV (2020), een autonoom droneschip om de Australische kustwateren te patrouilleren, op zoek naar illegale migrantenbootjes.[2]
- Toloka TLK-150 (2022) is een Oekraïens onbemand voertuig met springlading dat wordt voorgeprogrammeerd om ergens heen te varen, er tegenaan te varen en te exploderen. De besturing kan ook op afstand worden overgenomen om met hulp van een boordcamera een bewegend doelwit als een vijandelijk marineschip te raken.[3]
- De Marishka (2023) is een Oekraïense droneonderzeeër met springlading.
- MAGURA, (Maritime Autonomous Guard Unmanned Robotic Apparatus V-type), autonoom onbemand vaartuig van Oekraïense makelij met de bijnaam Sea Baby. De eerste versies waren zogenaamde suïcide drones die tegen hun doel aanvaren en bij de impact ontploffen. Sinds mei 2024 zijn er ook varianten met zes lanceerbuizen voor 122 mm MLRS-raketten (Grad) en varianten met R-73 en AIM-9 luchtdoel-raketten.

### Vervoer van vracht en personen
De eerste volledig autonome veerboot werd einde 2018 in Finland gedemonstreerd. In mei 2019 voer het eerste autonome vrachtschip over het Kanaal, en in 2022 kwam het Noorse autonome containerschip Yara Birkeland in de vaart, om vanaf 2024 onbemand te varen. Toch zal een veralgemeende toepassing nog jaren op zich laten wachten, vanwege technologische beperkingen, veiligheidsoverwegingen, en maritieme regelgeving binnen de Internationale Maritieme Organisatie (IMO). Intussen worden wel stappen vooruit gezet in de automatisering van de scheepsbesturing.

### Ruimtevaart
Een van de eerste toepassingen was het onbemand zelfsturend oceaanplatform ASDS (Autonomous Spaceport Drone Ship) van het Amerikaanse ruimtevaartbedrijf SpaceX. Sinds april 2016 landde zeker 150 keer een boostertrap van een Falconraket op de drie zelfsturende landingsplatforms van het bedrijf. Ook Blue Origin en Rocket Lab willen dergelijke zelfsturende landingsplatforms voor hun raketten New Glenn en Neutron gaan gebruiken.

## Film, literatuur en games
In de sciencefictionliteratuur en in films en videogames van dit genre wordt de term droneschip ook gebruikt voor onbemande ruimteschepen. Voorbeelden zijn de Romulanenschepen in het Star Trek sciencefictionuniversum of de droneschepen in de Warhammer videogamewereld.

## Fotogalerij

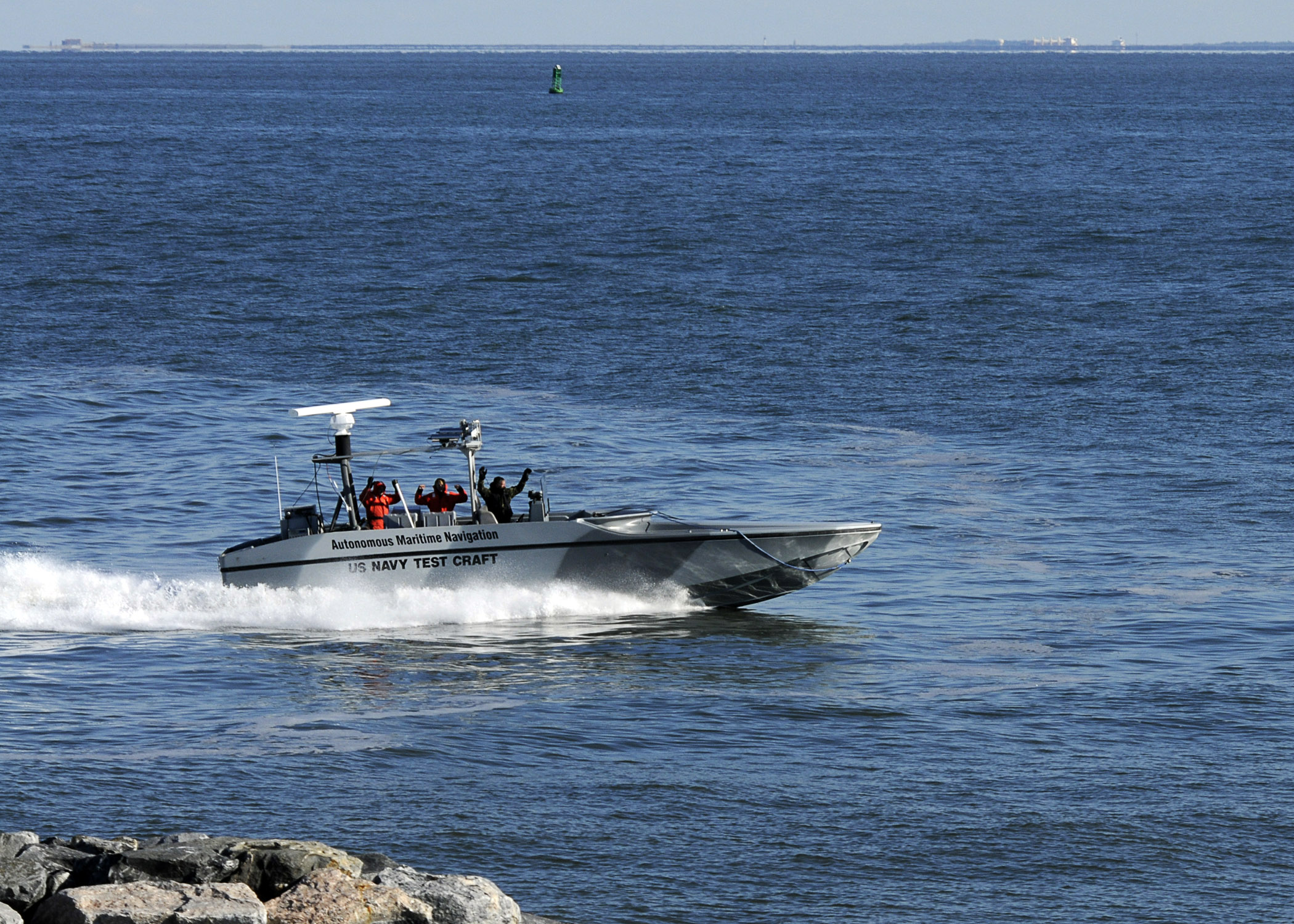
Demonstratie van een onbemand passagiersschip (2009)
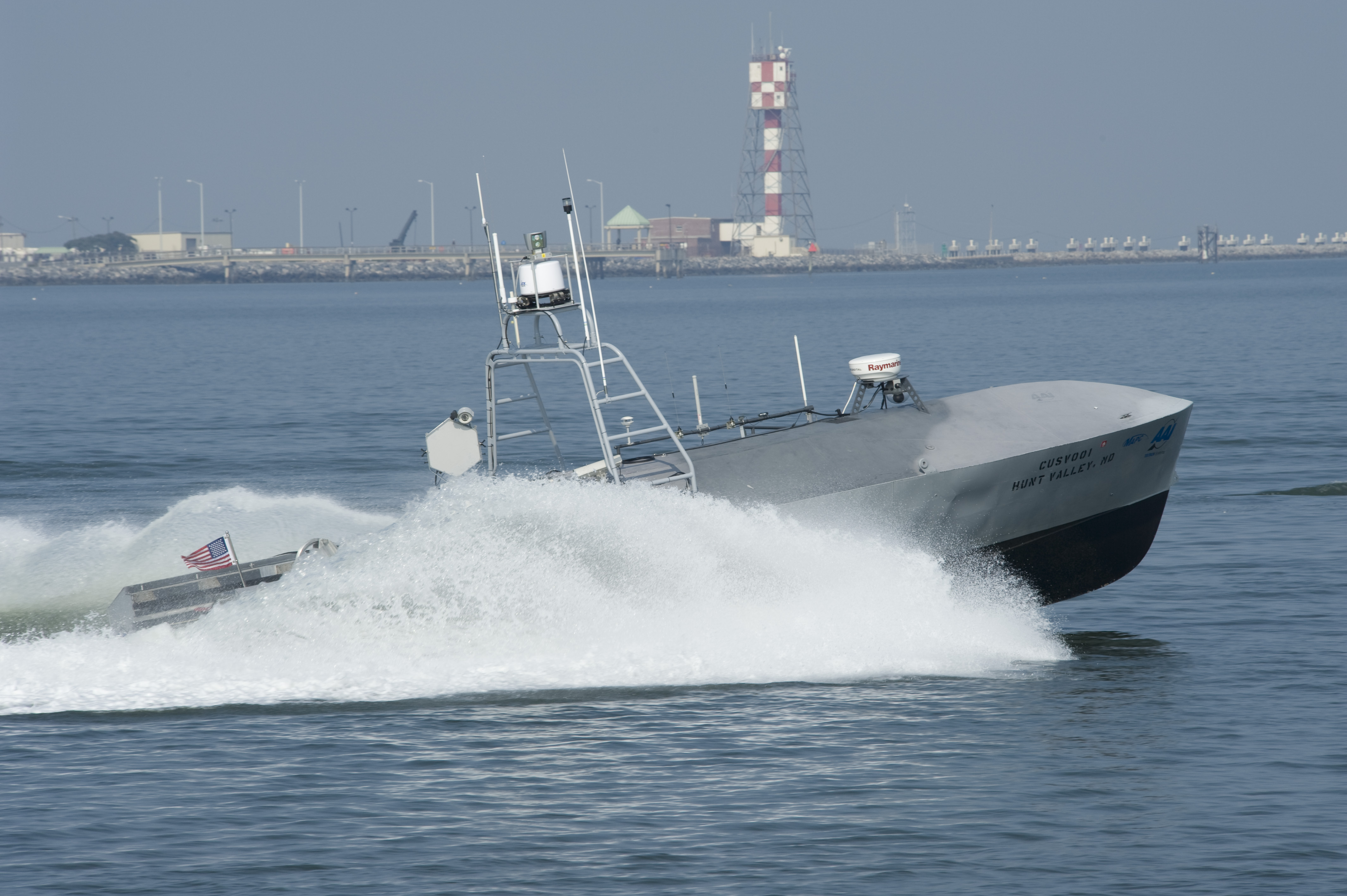
Een onbemande patrouilleboot van de US Navy (2011).
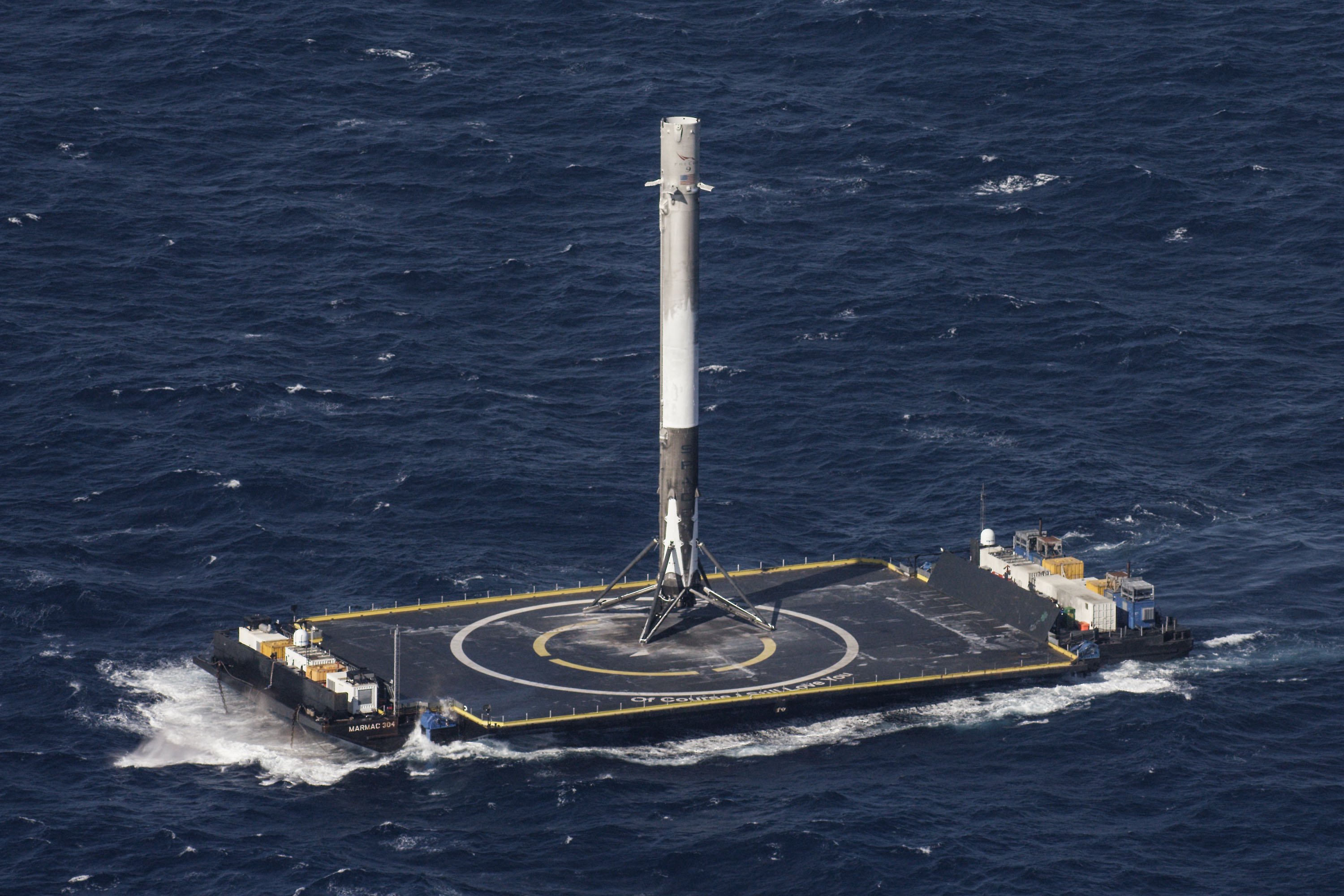
Onbemand zelfsturend oceaanplatform (SpaceX-project, 2016).
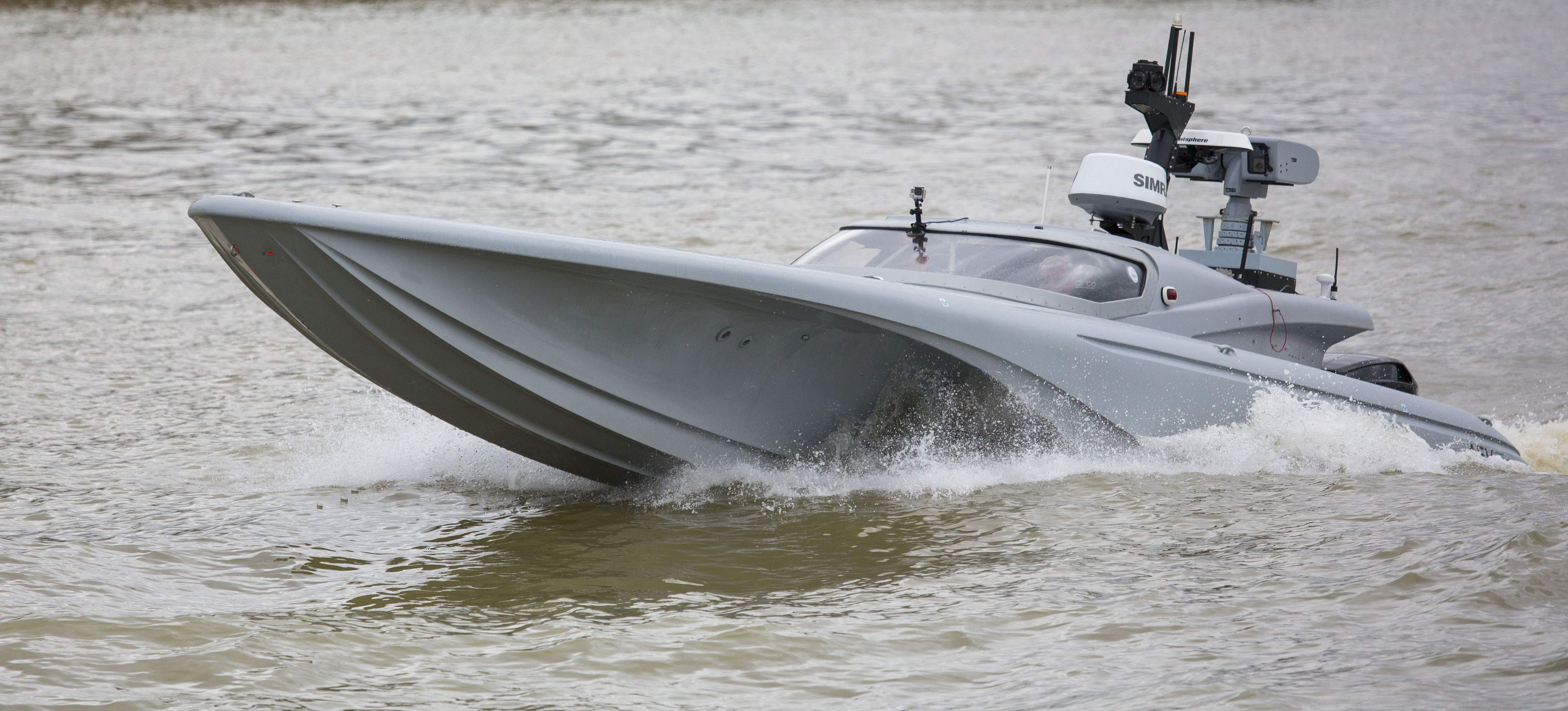
Een onbemande patrouilleboot van de Royal Navy (2016).